# Pilz des Jahres
Der Pilz des Jahres wird seit 1994 jährlich durch die Deutsche Gesellschaft für Mykologie ausgerufen, um auf die Gefährdung heimischer Pilze aufmerksam zu machen.
Die Auswahl des Pilzes des Jahres erfolgt nach der Gefährdung der Art oder ihres Lebensraumes durch den Menschen. Meist werden sehr auffällige Arten gewählt, damit auch für den mykologischen Laien die Wiedererkennung gewährleistet ist.

## Bisherige Pilze des Jahres
| Jahr | deutscher Name                | wissenschaftlicher Name    | Abbildung                          |
| ---- | ----------------------------- | -------------------------- | ---------------------------------- |
| 1994 | Laubwald-Rotkappe             | Leccinum quercinum         | 1994 Eichen-Rotkappe               |
| 1995 | Zunderschwamm                 | Fomes fomentarius          | 1995 Zunderschwamm                 |
| 1996 | Habichtspilz                  | Sarcodon imbricatus        | 1996 Habichtspilz                  |
| 1997 | Frauen-Täubling               | Russula cyanoxantha        | 1997 Frauen-Täubling               |
| 1998 | Schweinsohr                   | Gomphus clavatus           | 1998 Purpurleistling               |
| 1999 | Satans-Röhrling               | Rubroboletus satanas       | 1999 Satans-Röhrling               |
| 2000 | Königs-Fliegenpilz            | Amanita regalis            | 2000 Königsfliegenpilz             |
| 2001 | Stachelsporige Mäandertrüffel | Choiromyces maeandriformis | 2001 Stachelsporige Mäandertrüffel |
| 2002 | Orangefuchsiger Raukopf       | Cortinarius orellanus      | 2002 Orangefuchsiger Raukopf       |
| 2003 | Papageigrüner Saftling        | Hygrocybe psittacina       | 2003 Papageigrüner Saftling        |
| 2004 | Echter Hausschwamm            | Serpula lacrymans          | 2004 Echter Hausschwamm            |
| 2005 | Wetterstern                   | Astraeus hygrometricus     | 2005 Wetterstern                   |
| 2006 | Ästiger Stachelbart           | Hericium coralloides       | 2006 Ästiger Stachelbart           |
| 2007 | Puppen-Kernkeule              | Cordyceps militaris        | 2007 Puppen-Kernkeule              |
| 2008 | Bronze-Röhrling               | Boletus aereus             | 2008 Bronze-Röhrling               |
| 2009 | Blauer Rindenpilz             | Terana caerulea            | 2009 Blauer Rindenpilz             |
| 2010 | Schleiereule                  | Cortinarius praestans      | 2010 Schleiereule                  |
| 2011 | Roter Gitterling              | Clathrus ruber             | 2011 Roter Gitterling              |
| 2012 | Graue Kraterelle              | Craterellus cinereus       | 2012 Graue Kraterelle              |
| 2013 | Braungrüner Zärtling          | Entoloma incanum           | 2013 Braungrüner Zärtling          |
| 2014 | Gemeiner Tiegelteuerling      | Crucibulum laeve           | 2014 Gemeiner Tiegelteuerling      |
| 2015 | Verzweigte Becherkoralle      | Artomyces pyxidatus        | 2015 Becherkoralle                 |
| 2016 | Lilastiel-Rötelritterling     | Lepista saeva              | 2016 Lilastiel-Rötelritterling     |
| 2017 | Judasohr                      | Auricularia auricula-judae | 2017 Judasohr                      |
| 2018 | Wiesen-Champignon             | Agaricus campestris        | 2018 Wiesen-Champignon             |
| 2019 | Grüner Knollenblätterpilz     | Amanita phalloides         | 2019 Grüner Knollenblätterpilz     |
| 2020 | Gewöhnliche Stinkmorchel      | Phallus impudicus          | 2020 Gewöhnliche Stinkmorchel      |
| 2021 | Grünling                      | Tricholoma equestre        | 2021 Grünling                      |
| 2022 | Fliegenpilz                   | Amanita muscaria           | 2022 Fliegenpilz                   |
| 2023 | Sumpf-Haubenpilz              | Mitrula paludosa           | 2023 Sumpf-Haubenpilz              |
| 2024 | Schopf-Tintling               | Coprinus comatus           | 2024 Schopf-Tintling               |
| 2025 | Amethystfarbene Wiesenkoralle | Clavaria zollingeri        | 2025 Amethystfarbene Wiesenkoralle |